# Kazuki Oiwa
Kazuki Oiwa (大岩 一貴 Oiwa Kazuki?), född 17 augusti 1989 i Aichi prefektur, är en japansk fotbollsspelare.
Oiwa började sin karriär 2012 i JEF United Chiba. Han spelade 132 ligamatcher för klubben. 2016 flyttade han till Vegalta Sendai.